# Université des Lagunes
L'université des Lagunes est une université privée agréée, sise à Abidjan en Côte d'Ivoire.

## Description
L'Université des Lagunes est un établissement privé d'enseignement supérieur et de recherche, créé en Côte d'Ivoire  en 2010 par le Centre International pour le Développement du Droit (CIDD).
L'université a bénéficié du financement de différents acteurs privés, à l'instar de Total ou de Prosuma.
Le projet pédagogique est orienté sur la formation intégrale de ses étudiants, gage d'une excellente insertion dans la vie professionnelle. Ceci inclut la formation personnalisée, grâce à l'encadrement  et au soutien universitaire, la formation éthique et anthropologique, la maîtrise de l'anglais, la formation culturelle (clubs de : théâtre, musique, cinéma, ...). le sport  et les stages obligatoires dès la deuxième année. 
L’établissement n’est pas confessionnel mais l’aumônerie de l'Université des Lagunes est confiée à l'Opus Dei, prélature personnelle de l'Eglise Catholique.
L'Université des Lagunes a gagné le Concours africain de procès simulés, organisé à Accra en 2018.
Valérie Pécresse est docteur honoris causa de l'université des Lagunes.

## Formations
- Faculté de droit : droit des affaires, fiscalité, droit maritime,  juriste conseil en entreprises.
- Faculté des sciences économiques et de gestion : logistique-distribution, banque-finance-assurance et audit-contrôle-comptabilité.
- Faculté de sciences et technologie : Mathématiques Appliquées, Statistique Mathématique, Recherche Opérationnelle, Méthode de décision, Finance Quantitative, Gestion des risques

## Partenariat
- L'ICN Business School[2] ;
- L'Université Félix Houphouët-Boigny ;
- L'Université internationale de Catalogne ;
- L'Institut catholique de Toulouse ;
- L'Université de Montpellier[5].